# Верхние Ёлыши
Ве́рхние Ёлыши (чув. Тури Юлӑш) — деревня в Аликовском муниципальном округе Чувашской Республики. Входила в состав Чувашско-Сорминского сельского поселения до его упразднения в 2022 году.

## Общие сведения о деревне
Расстояние до Чебоксар 57 км, до райцентра — села Аликово — 12 км, до железнодорожной станции 47 км. Расположена на левом берегу реки Сорма. 

Улицы: Колхозная, Первомайская, Новая.

### Климат
Климат умеренно континентальный с продолжительной холодной зимой и тёплым летом. Средняя температура января −12,9 °C, июля 18,3 °C, абсолютный минимум достигал −44 °C, абсолютный максимум 37 °C. За год в среднем выпадает до 552 мм осадков.

## История
В начале XX века действовали мельница, 2 торговых заведения. 

В 1930 году образован колхоз им. Ворошилова.
в 1950 году в результате объединения колхозов им. Ворошилова (Верхние Ёлыши) и «Трактор» (Нижние Ёлыши) образован колхоз «Аврора».

### Исторические названия
Байба́хтина; в XIX веке — околоток деревни Ёлышево (ныне деревня Нижние Ёлыши); Верхние Ёлаши (1904).

## Название
- Краевед И. С. Дубанов приводит две версии происхождения названия:

Юлăш (Елыш) — мужское дохристианское имя (В.К. Магницкий):89.

Йулӑш — неизвестное слово. Йӑлӑш — фамильное прозвище в деревне Хир-Бось Тойсинской волости (Ашмарин, IV, 319):242.— Географические названия Чувашской Республики
- Лингвист А. А. Сосаева приводит версию финно-угорского происхождения названия:

…гидроойконим Юлӑш сочетается с квалитативами анатри (нижние) и тури (верхние). Юлӑш < мар. йул 'прохлада' (Упым., 311) + вож 'приток' = 'прохладный приток', 'холодный ручей'.— Финно-угорский пласт в топонимии Чувашии

## Население
| 2010 | 2012 |
| ---- | ---- |
| 95   | ↗109 |

Жители — чуваши, до 1866 года государственные крестьяне; занимались земледелием, животноводством, промыслами: тележным, сапожным. 

Согласно Всероссийской переписи населения 2002 года численность жителей деревни составляла 105 человек, численно преобладающая национальность (100%) — чуваши.

## Религия
Согласно справочнику Казанской епархии 1904 года жители деревни были прихожанами церкви Иконы Божьей Матери Смоленской (Николаевской церкви) села Устье (Никольское) (каменная, двухпрестольная, построена в 1838 году на средства прихожан, закрыта в 1932 году.

## Связь и средства массовой информации
- Связь: ОАО «Волгателеком», Би Лайн, МТС, Мегафон. Развит Интернет ADSL-технологии.
- Газеты и журналы: Аликовская районная газета «Пурнăç çулĕпе» (По жизненному пути). Языки публикаций: чувашский, русский.
- Телевидение: Население использует эфирное и спутниковое телевидение. Эфирное телевидение позволяет принимать национальный канал на чувашском и русском языках.

## Уроженцы
- Миронова Галина Николаевна (р. 1959) — передовик производства. В 1976—2014 годах работала резьбонарезчиком на Чебоксарском электроаппаратном заводе, заслуженный машиностроитель Российской Федерации (2014)[12].
- Соловьёв Валериан Мефодьевич (р. 1948) — государственный деятель, работал главным инженером колхоза «Аврора» Аликовского района, инструктором, заведующим отделом рабочей и сельской молодёжи Чувашского обкома ВЛКСМ (1972—1976), инструктором сельскохозяйственного отдела Чувашского обкома КПСС, секретарём Чувашского областного совета профсоюзов (1976—1983), первым секретарём Канашского райкома КПСС и объединённого Канашского горкома КПСС (1983—1988). В 1989—1992 годах — начальник отдела агропромышленного комплекса и продовольственных ресурсов Государственного планового комитета Чувашской Республики, старший консультант управляющего делами, консультант Председателя Совета Министров Чувашской Республики. В 1992—1994 годах управляющий делами Совета Министров Чувашской Республики — член правительства Чувашской Республики, в 1994—1995 годах заместитель начальника Чувашского территориального управления Государственного комитета Российской Федерации по антимонопольной политике и поддержке новых экономических структур. В 1995—2000 годах заместитель руководителя Администрации Президента Чувашской Республики[13].